# Maria Feliksa Kozłowska
Maria Feliksa Stanisława Kozłowska, z domu Amouraux (ur. 26 maja 1906 w Książu Wielkim, powiat miechowski, zm. 3 września 1980) – uczona polska, specjalistka nauk rolniczych, docent w Wyższej Szkole Rolniczej w Krakowie.

## Życiorys
Była córką leśnika Józefa Amouraux i Marii z domu Wójcik. Otrzymała staranne wykształcenie w domu rodzinnym, wynosząc z niego m.in. znajomość kilku języków obcych; w 1925 roku zdała maturę w gimnazjum realnym sióstr urszulanek w Krakowie. Od tegoż roku studiowała na Uniwersytecie Jagiellońskim, przez rok na Wydziale Rolniczym, a następnie na Wydziale Filozoficznym, w 1929 roku uzyskując magisterium filozofii w zakresie botaniki. Odbyła ponadto dwuletnie studia przyrodnicze na Kursach Ogrodniczych przy Wydziale Rolniczym Uniwersytetu Jagiellońskiego pod kierunkiem Piotra Józefa Brzezińskiego (1931–1933). Na początku lat 30. zaliczyła praktykę nauczycielską w krakowskim gimnazjum sióstr urszulanek i w 1933 roku uzyskała państwowe uprawnienia do nauczania w szkole biologii.
Od października 1934 roku była zatrudniona jako asystentka w Katedrze Gleboznawstwa na Wydziale Rolniczym Uniwersytetu Jagiellońskiego. Kończyła w tym okresie przygotowania do obrony rozprawy doktorskiej pod kierunkiem Władysława Szafera; praca, na podstawie której w styczniu 1935 roku uzyskała stopień doktora filozofii, nosiła tytuł Historia kilku torfowisk podlaskich w świetle analizy pyłkowej. W 1937 roku Maria Amouraux przeszła do pracy w Katedrze Uprawy i Hodowli Warzyw Szkoły Głównej Gospodarstwa Wiejskiego w Warszawie, gdzie była kolejno asystentem i adiunktem. Już po wybuchu II wojny światowej, w październiku 1939 roku wyszła za mąż za ziemianina Jana Kozłowskiego, wraz z którym osiadła w majątku rodziców Luborzyca w ziemi miechowskiej. Oboje małżonkowie współpracowali z ruchem oporu, a także udzielali pomocy profesorom krakowskiego uniwersytetu, dostarczając im do domów żywność. W maju 1944 roku Jan Kozłowski zginął z rąk gestapo, rozstrzelany przy ulicy Botanicznej w Krakowie.
Po przejęciu Luborzycy (obecnie Baranówka) przez władze komunistyczne w 1945 roku Maria Kozłowska z dwójką dzieci przeniosła się ponownie do Krakowa i od lutego tegoż roku wykładała na Uniwersytecie Jagiellońskim, a z początkiem stycznia 1946 roku została starszym asystentem w uniwersyteckim Ogrodzie Botanicznym. Od września 1946 roku była adiunktem w Ogrodzie Owocowo-Warzywnym Wydziału Rolniczego. Poza pracą zawodową realizowała obowiązki zarządcy majątku pozostałego po mężu i stanowiącego własność nieletnich dzieci.  W 1953 roku z odłączonego od uniwersytetu Wydziału Rolniczego powstała Wyższa Szkoła Rolnicza, w skład której wszedł również Ogród Owocowo-Warzywny; Maria Kozłowska została adiunktem w Katedrze Ogrodnictwa Wydziału Rolniczego nowej uczelni i w ramach tego stanowiska prowadziła zajęcia dydaktyczne z zakresu warzywnictwa. W Katedrze Ogrodnictwa współpracowała z kolejnymi jej kierownikami — profesorami Franciszkiem Zabłockim, Stefanem Ziobrowskim i Marią Łucką.
Maria Kozłowska prowadziła badania nad przydatnością odmian większości gatunków warzyw. Zajmowała się w tym aspekcie opracowaniami rejonizacyjnymi dla Polski południowej, prowadziła też pionierskie w Polsce badania nad zastosowaniem folii w warzywnictwie w celu przyspieszenia plonowania. Była projektantem oraz opiekunem naukowym baz surowcowych w Zakładach Przetwórstwa Owocowo-Warzywnego, m.in. w Jaśle, Rzeszowie, Tarnowie i Nowym Sączu. Działała również jako doradczyni naukowa w Centralnym Ośrodku Badania Odmian Roślin Uprawnych oraz była kierownikiem badań odmianoznawczych Rejestru Odmian. Szczególnym zainteresowaniem obdarzyła czosnek. Ogłosiła łącznie 65 publikacji, w tym osiem podręczników. Pod jej kierunkiem dyplomy magisterskie zdobyło 65 osób, jedna obroniła doktorat (dwie prace doktorskie były na ukończeniu w chwili usunięcia Kozłowskiej z uczelni).
W lipcu 1965 roku, po przedstawieniu rozprawy Badania nad czosnkiem uprawnym Polski Południowej, otrzymała stopień doktora habilitowanego nauk rolniczych i została docentem w Katedrze Ogrodnictwa. Na nowo powstałym Wydziale Ogrodniczym Wyższej Szkoły Rolniczej objęła 1 lipca 1968 roku kierownictwo Zakładu Warzywnictwa Szczegółowego, w ramach którego prowadzono zajęcia z uprawy polowej, odmianoznawstwa, biologii warzyw. Była członkiem Zespołu Oceny Odmian Roślin Warzywnych przy Ministerstwie Rolnictwa, Zespołu Rzeczoznawców Stowarzyszenia Inżynierów i Techników Ogrodnictwa, Miejskiej Komisji Planowania Gospodarczego w Krakowie. Należała także do towarzystw i organizacji naukowych, m.in. International Society for Horticultural Science, Polskiego Towarzystwa Botanicznego, Krakowskiego Towarzystwa Ogrodniczego.
Utraciła pracę w efekcie represji politycznych. Jej syn Maciej skazany został w lutym 1970 roku w tzw. procesie taterników na trzy lata więzienia za dostarczanie do Polski paryskiej „Kultury”. Wobec Marii Kozłowskiej prokuratura wszczęła postępowanie karne z oskarżeniem o udzielanie pomocy osobom zaangażowanym we wspomnianą działalność; poddana została dozorowi milicyjnemu, w lipcu 1969 roku rektor Wyższej Szkoły Rolniczej zawiesił ją w czynnościach pracowniczych, a w grudniu tegoż roku minister oświaty i szkolnictwa wyższego zwolnił ją z pracy. W maju 1970 roku prokuratura zmieniła postawione Kozłowskiej zarzuty i wobec prawdopodobieństwa objęcia ich amnestią, wnioskowała o umorzenie postępowania. Przez cały okres prowadzonego postępowania Kozłowska była inwigilowana: telefon domowy był na podsłuchu, dom poddawano obserwacjom, osoby odwiedzające przesłuchiwano. W chwili zwolnienia z pracy została bez środków utrzymania, później przyznano jej niską emeryturę; utrzymywała się częściowo z uprawy kwiatów w przydomowym ogrodzie oraz drobnych prac redakcyjnych lub recenzenckich w Dziale Wydawnictw Wyższej Szkoły Rolniczej (od 1971 Akademii Rolniczej) i innych wydawnictwach.
Zmarła po długiej chorobie 3 września 1980 roku, pochowana została na Cmentarzu Salwatorskim w Krakowie. Z małżeństwa z Janem Kozłowskim miała dwoje dzieci — córkę Barbarę (ur. 3 grudnia 1940) i syna Macieja (ur. 12 stycznia 1943).
4 października 1990 roku Senat Akademii Rolniczej w Krakowie przyjął uchwałę, w której przywrócił oskarżonej uczonej dobre imię. W uchwale stwierdzono, że decyzja z lipca 1969 roku o zawieszeniu Marii Kozłowskiej miała charakter zniesławiający, oparta bowiem była na domniemaniach i niewiarygodnych, niezweryfikowanych nigdy zarzutach.